# Wolfram Winkel
 (avril 2023).
Wolfram Winkel (né le 11 août 1970 à Munich) est un batteur allemand, professionnel en polyrythmie et professeur d'université.

## Biographie
De 1991 à 1998, Wolfram Winkel étudie les percussions classiques à l'Université de musique et de théâtre de Hambourg avec Joachim Winkler puis à l'Université Mozarteum de Salzbourg et à l'Université de musique et de théâtre de Munich avec Peter Sadlo . Il a également suivi des cours de musique populaire à Hambourg avec Udo Dahmen.
De 2005 à 2013, M. Winkel a donné de nombreux concerts avec Steve Reich, principalement en tant que musicien invité avec l'Ensemble Modern à Bonn, Dresde, Dublin, Düsseldorf, Gdynia, Cologne, Cracovie, Londres, Munich, Paris et Tokyo, entre autres,. Il a joué des rôles solistes avec le Hilversum Radio Chamber Orchestra, l'Orchestra Sinfonica Nazionale della RAI (Tan Dun : Marco Polo), le Saarbrücken Radio Symphony Orchestra ( Siegfried Matthus : Manhattan Concerto) et l'Orchestre symphonique de la Radiodiffusion bavaroise (Wolfgang Rihm : Tutuguri),,.
Son manuel Die Rhythmik der Neuen Musik  (version anglaise Five over Three. A Method for the Practical Realisation of Complex Rhythmic Structures, 1. édition, 2014) et deux œuvres pour percussions sont publiées par Musikverlag Edition Katarakt.

## Discographie notable

### Albums studio
- Andreas Perger : frühe Bänder, Academica (1996)
- Tan Dun : Marco Polo, Sony Classical (1997), Pays-Bas Radio Kamerorkest
- Norbert J. Schneider: ... so lose im Raume, Wergo (1997)
- Staatstheater am Gärtnerplatz : Aus dem Repertoire (1998), Orchestre du Staatstheater am Gärtnerplatz
- Peter Sadlo : Percussion in concert 2, Koch International (1998), Orchestre de chambre de Munich
- Malcolm Arnold : Symphonie No. 5, Classico (1999), Orchestre symphonique de Munich
- Xavier Phillips : Works for Cello and Orchestra, Emi (2000), Bavarian Chamber Philharmonic
- Lee Holdridge : The Mists of Avalon, Varèse Sarabande (2001), Orchestre symphonique de Munich
- Toshio Hosokawa : Voiceless Voice in Hiroshima, col legno (2002), Orchestre Symphonique de la Radio Bavaroise
- Josef Anton Riedl : Donaueschinger Musiktage 2002, col legno (2003)
- Jan Feddersen et Oliver Korte : Feddersen-Korte, perc.pro (2003)
- Siegfried Matthus : Manhattan Concerto, perc.pro (2004), Orchestre Symphonique de la Radio de Sarrebruck
- 48 Nord: Killing Range, Transformers Records (2004)
- Table pour deux : With you tonight, Whoopee Records (2004)
- Alex Haas et Stefan Noelle : From Deep Space, Normal (2004)
- Dmitri Chostakovitch : Symphonie n° 10, Edel Classics (2006), Orchestre symphonique de la radio de Sarrebruck
- Harry Kulzer et Wolfram Winkel : Zwei Männer: Ein Gedanke, Whoopee Records (2006)
- Martin Smolka : musica viva 15, Neos (2007), Chor des Bayerischen Rundfunks
- Table pour deux: Seven from Heaven Whoopee Records (2008)
- Adriana Hölszky : Festival musica viva 2008, Neos (2009)
- Gerd Baumann : Die Perlmutterfarbe, Constantin (2009)
- Harry Kulzer et Wolfram Winkel: Les plus grands succès de Benni Beutel 2009, Edeka (2009)
- Martin Grassl : Witty Discoveries, Happy Records (2015)
- Steve Reich : Music for 18 Musicians, Tokyo Opera City, 2008, Victory (2017), Ensemble Modern
- Projet Tetragon : Oracles, édition IAN (2021)
- Jazzmachine : 24, Édition IAN (2022)

### DVD
- Power! Percussion: The Bell Boom Bang Tour (2007)
- Drummer’s Focus: 20Y On The Beat Drummer’s Focus (2008)
- Steve Reich: My musical tastes are a little unusual, Wergo (2009), Ensemble Modern
- Steve Reich: Phase to Face, idéale audience (2009), Ensemble Modern